# Колпаков Володимир Анісімович
Володимир Анісімович (Онисимович) Колпаков (27 січня 1949, Кокчетавська область, Казахстан) — контрадмірал. Заступник Командувача Військово-Морських Сил України з озброєння. Начальник Севастопольського Військово-Морського інституту ім. П. С. Нахімова. Начальник Севастопольської філії Держгідрографії ім. Л. І. Мітіна.

## Біографія
Народився 27 січня 1949 року в Кокчетавській області Казахстану. У 1973 році закінчив Тихоокеанське вище військово-морське училище імені С. О. Макарова, в 1985 році закінчив Військово-Морську Академію в м. Ленінграді. Кандидат технічних наук, доцент.
У 1973—1989 рр. проходив службу на Тихоокеанському флоті на підводних човнах: командиром штурманської бойової частини, старшим помічником командира, начальником штабу бригади підводних човнів. З 1989 року служив на Чорноморському флоті СРСР.
З 1991 року у Військово-Морських Силах України. Командував окремою частиною, яка розташовувалася в Балаклаві.
До 1998 — заступник Командувача Військово-Морських Сил України з озброєння.
З 1998 р. по 2004 р. Начальник Севастопольського Військово-Морського інституту ім. П. С. Нахімова.
З 2004 року начальник Севастопольської філії Держгідрографії ім. Л. І. Мітіна.
З 30.11.2012 — Голова Клубу адміралів та генералів ВМС України.